# Silvianthus bracteatus
Espèce
Silvianthus bracteatus est une espèce de plantes à fleurs dicotylédones de la famille des Carlemanniaceae. L'aire de répartition naturelle de cette espèce s'étend de l'est de l'Himalaya jusqu'en Chine (Yunnan) et au Myanmar. C'est un arbuste qui pousse principalement dans le biome tropical humide.

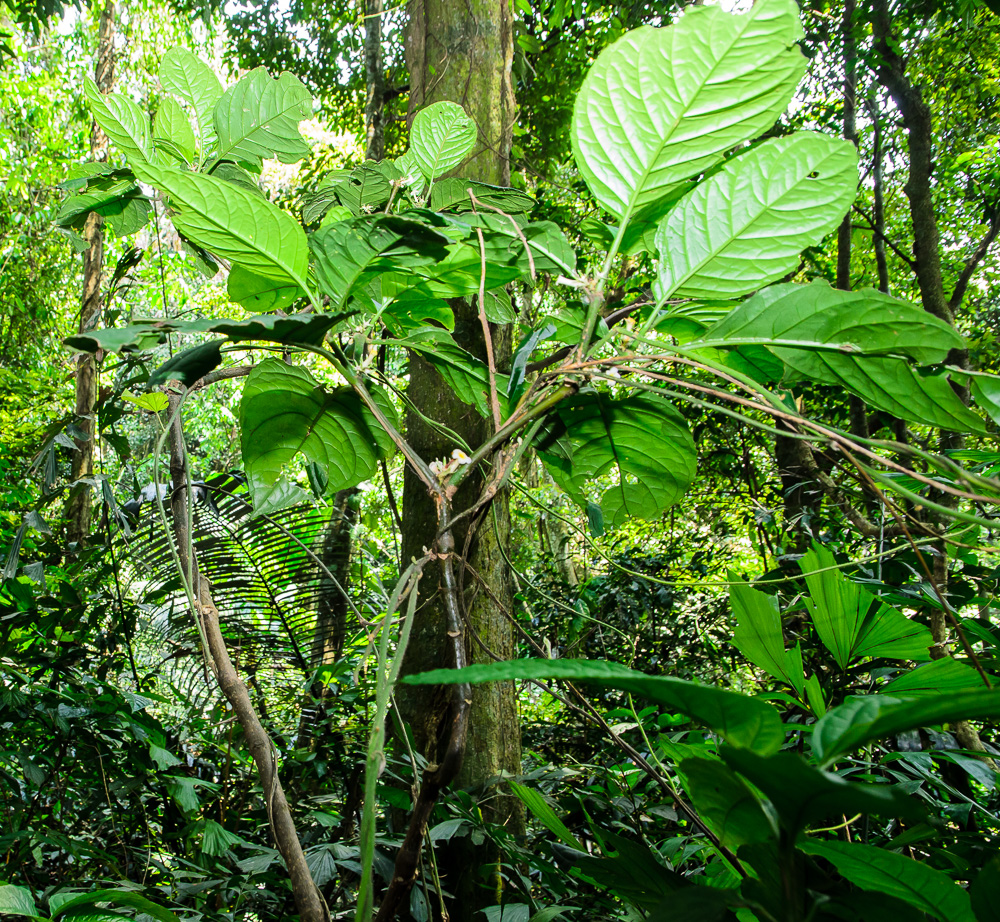
Rameau de Silvianthus bracteatus.

Les Carlemanniaceae sont une famille tropicale d'Asie de l'Estn et d'Asie du Sud-Est. Ce sont des sous-arbustes vivaces. Ils comprennent deux genres. Les anciens |systèmes de taxonomie végétale placent les deux genres, Carlemannia et Silvianthus au sein des Caprifoliaceae ou des Rubiaceae,. La classification du Angiosperm Phylogeny Group de 2003 place le groupe dans les Lamiales, en tant que famille végétale plus étroitement liée aux Oleaceae qu'aux  Caprifoliacées.

## Systématique
Le nom correct complet (avec auteur) de ce taxon est Silvianthus bracteatus Hook.f.